# Mountains of Time
Mountains of Time è il terzo album in studio dei Savoy. L'album è disponibile in due versioni: standard ad un disco e limitata a due dischi.

## Formazione
- Paul Waaktaar-Savoy: chitarra, tastiera, voce, batterista
- Lauren Waaktaar-Savoy: voce
- Frode Unneland: batterista

## Tracce

### Edizione ad un disco
1. Man In The Park  - 5:15
2. Star (I'm Not Stupid Baby)  - 4:41
3. End Of The Line  - 4:24
4. Any Other Way  - 4:34
5. When They Grind You Down  - 3:44
6. Bottomless Pit  - 2:55
7. Mountains  - 4:23
8. Ocean Floor  - 4:11
9. Everyone Can Say They're Sorry  - 4:44
10. See What Becomes  - 4:28
11. Break It Gently  - 2:54
12. Tongue Tied  - 5:37

Durata totale disco: 52 minuti

### Disco 2 Edizione Limitata
1. The Bovarnick Twins  - 4:58
2. Feels Good (To Be This Way)  - 3:35
3. Foreign Film (rock version)  - 3:30
4. This, That And The Other (alt. take) - 4:19
5. Rain (unplugged)  - 4:19

Durata totale disco: 22 minuti